# Selección de hockey sobre hielo de Kazajistán
La Selección de Hockey sobre hielo de Kazajistán, es el equipo masculino representativo del país. El equipo es representado por la Federación de Hockey sobre Hielo de Kazajistán, siendo esta, miembro de la IIHF. Su actual entrenador es Ari-Pekka Selin.
Kazajistán logró clasificar a sus primeros juegos olímpicos de invierno en Nagano 1998, donde acabó en octavo lugar, siendo sorpresa que avanzara fácilmente de la ronda preliminar. Un año después de la independencia del país, en 1993, lograron calificar al Campeonato del mundo de 1993, con sólo un año de antigüedad de estar afiliados a la IIHF.

## Participaciones internacionales

### Juegos Olímpicos
| Año                 | Resultado                   | Resultado                   | Resultado                   | Resultado                   |
| ------------------- | --------------------------- | --------------------------- | --------------------------- | --------------------------- |
| 1920-1992           | Parte de la Unión Soviética | Parte de la Unión Soviética | Parte de la Unión Soviética | Parte de la Unión Soviética |
| Lillehammer 1994    | No clasificó                | No clasificó                | No clasificó                | No clasificó                |
| Japón 1998          | 8° Lugar                    | 8° Lugar                    | 8° Lugar                    | 8° Lugar                    |
| Salt Lake City 2002 | No clasificó                | No clasificó                | No clasificó                | No clasificó                |
| Turín 2006          | 9° Lugar                    | 9° Lugar                    | 9° Lugar                    | 9° Lugar                    |
| Vancouver 2010      | No clasificó                | No clasificó                | No clasificó                | No clasificó                |
| Sochi 2014          | No clasificó                | No clasificó                | No clasificó                | No clasificó                |
| Pekín 2022          | No clasificó                | No clasificó                | No clasificó                | No clasificó                |
| Participaciones     | Oro                         | Plata                       | Bronce                      | Total                       |
| 2                   | 0                           | 0                           | 0                           | 0                           |

- Datos: Q1356864
- Multimedia: Kazakhstan men's national ice hockey team / Q1356864